# Dipignano
Dipignano è un comune italiano di 4 039 abitanti della provincia di Cosenza situato su un declivio alla destra del torrente Iassa, nell'alta valle del Crati, a sud di Cosenza. È composto da 6 frazioni principali: Dipignano Centro, Dipignano Doviziosi, Dipignano Basso, Tessano, Laurignano e Molino Irto.
Il territorio ha un'altitudine minima di 243 metri s.l.m. e una massima di 1 175.
Presente ed attiva è la comunità valdese di Dipignano, concentrata in un antico nucleo abitativo chiamato Doviziosi, dove da pochi anni ha anche acquistato dalla Curia la chiesa intitolata a sant'Ippolito, restaurandola e adibendola a proprio luogo di culto.

## Origini del nome
Secondo alcuni studiosi il nome del paese deriva dall'ebraico Di-biniam che ha il significato di "ricco di case" o "ricco di pigne". Secondo altri è in collegamento ad un nome prediale latino e significa "Terra di Depinius".

## Storia

### Tradizioni e folclore

#### La sagra del polentone
La sagra del polentone è una delle feste più importanti del paese e viene celebrata ogni due anni in settembre. La tradizione risale ad un evento storico del XVI secolo quando un gruppo di calderai (quadarari in dialetto locale) di Dipignano, nell'anno 1571, giunse a Ponti. Al cospetto del Marchese Cristoforo del Carretto, noto per la sua cortesia e carità, i calderai dipignanesi chiesero asilo e dei viveri offrendo in cambio la loro maestria ed abilità nella preparazione di vettovaglie.
Fu così che il Marchese diede loro un enorme paiolo promettendo loro di riempirlo di farina qualora fossero riusciti a ripararlo. Riusciti nell'impresa il nobile Cristoforo del Carretto mantenne la parola consegnando loro una ingente quantità di farina da polenta. I polentari pontesi di oggi fanno parte dei Maestri Polentari d'Italia.
La tradizione della polenta è il motivo del gemellaggio dipignanese con Ponti.

## Società

### Evoluzione demografica
Abitanti censiti